# CAC CA-12 Boomerang
Le Commonwealth CA-12 est un avion de chasse australien. Il fut le seul avion de conception entièrement australienne à combattre au cours de la Seconde Guerre mondiale.

## Histoire
Au début de la guerre du Pacifique, l'armée de l'air australienne, la Royal Australian Air Force, ne pouvait mettre en ligne que 175 appareils de conception dépassée. Seuls deux groupes étaient équipés de Brewster Buffalo désuets achetés aux États-Unis. Devant la crainte d'une invasion japonaise, l’Australie chercha à moderniser son armée de l’air mais ni le Royaume-Uni, qui se battait alors avec acharnement en Europe contre la Luftwaffe, ni les États-Unis qui devaient lancer leur production de guerre ne pouvaient fournir rapidement des avions valables à l'Australie. Il fut alors décidé de construire un avion de chasse national.
La Commonwealth Aircraft Corporation fabriquait alors sous licence le CAC Wirraway, dérivé du North American NA-33, qui deviendra célèbre sous le nom de T-6 Texan après avoir été commandé en masse comme avion d'entraînement par les États-Unis. Les clauses du contrat avec la North American prévoyaient d'apporter d'éventuelles modifications à l'avion. Lawrence Wacket, l'ingénieur en chef de la CAC, décida de dessiner un chasseur en se basant sur la structure générale du North American NA-33. Ce choix se révélera excellent. L'utilisation des ailes, du train d'atterrissage et des plans de sustentation (et de leur infrastructure de production) permit de terminer le prototype et de le faire voler le 26 mai 1942. Le gouvernement australien avait déjà passé une commande initiale de 105 exemplaires.
Le CA-12 avait un aspect trapu et compact, en raison de l'adaptation d'un moteur gros et puissant à une cellule qui n'avait pas été conçue en fonction de ce propulseur, mais révéla des caractéristiques de vol très satisfaisantes. Dépourvu de défauts d'origine, facile à piloter et doté d'une grande maniabilité, le prototype réussit aisément les essais. Les premières versions de production arrivèrent dans les détachements d'instruction à partir du 10 octobre 1942. Le 4 avril 1943, le premier détachement de chasse (squadron no 84) fut déclaré opérationnel en Nouvelle-Guinée.
Les Boomerang ne soutenaient pas la comparaison avec les machines japonaises les plus puissantes. Avant la fin de 1943, l'arrivée de machines de combat plus performantes en provenance des États-Unis et du Royaume-Uni avait rendu les CA-12 moins utiles comme intercepteurs. Ils passèrent donc dans les détachements de coopération avec l'armée de terre. Ils se révélèrent incomparables dans l'appui tactique allant du mitraillage au sol au marquage de cible. Les pilotes australiens parvinrent à tirer le maximum de l'avion dans ce rôle de chasseur-bombardier. Rapide, puissamment armé bien que l'emploi d'un réservoir largable l’empêchât d'emporter des bombes, maniable, le Boomerang se distingua dans ce genre d'opérations jusqu'à la fin de la guerre.

## Carrière opérationnelle
Le 19 octobre 1942, le CA-12  A46-6 est le premier Boomerang a rejoindre une unité opérationnelle. Il est immédiatement utilisé pour entrainer les pilotes au sein du No. 2 Operational Training Unit de la Royal Australian Air Force,.
Il faudra attendre le 10 avril 1943, pour que le No. 83 Squadron (RAAF), basé sur l'aérodrome de Strathpine (Queensland), devienne le premier Squadron de chasse à être transformé sur Boomerang en remplacement de ses Bell P-39 Airacobra. Quelques semaines plus tard, les CA-12 furent reçus dans les unités de défense aérienne comme le No. 84 Squadron stationné sur l'aérodrome de l'île Horn (Détroit de Torres),le No. 85 Squadron stationné sur base RAAF Guildford (qui deviendra plus tard l'aéroport de Perth). Par la suite, les Boomerang remplacent les Brewster F2A Buffalo dans toutes les unités de chasse.
La première rencontre avec l'ennemi eut lieu le 16 mai 1943 lorsque deux Boomerang (pilotés par le Flying Officer Johnstone et le Sergeant Stammer) en patrouille, repèrent 3 bombardiers bimoteurs Mitsubishi G4M Betty. Ils ouvrent le feu à environ 250 yards (229 m), ne provoquant que peu de dommages apparents et la fuite de leur cible.
Au matin du 20 mai 1943, le Flight Lieutenant Roy Goon (futur  Squadron Leader du No. 83 Squadron) devient le premier pilote à scrambler des bombardiers japonais au-dessus du territoire australien. À cette date, Goon fait partie du détachement du No. 85 Squadron en attente sur la base aérienne de Learmonth (située à proximité d'Exmouth), qui a comme mission d'assurer la défense aérienne de la base navale du golfe d'Exmouth (nom de code "Potshot") abritant des sous-marins et capital ship américains. Ainsi Goon décolle pour intercepter un groupe d'appareils ennemis venant du Timor, détecté par radar. Il ne tarde pas à les visualiser mais ceux ci volent à 22 000 pieds (6 706 m). Voyant l'intercepteur, les bombardiers japonais larguent leur charge loin de leur objectif et font demi tour avant que le CA-12 ne vienne à leur altitude.

## Variantes
CA-12 (Mark I)
Version chasseur monoplace. 105 unités produites (n° de série A46-1 à A46-105).
CA-13 (Mark II)
Version améliorée du CA-12 avec notamment l'installation d'un cache flamme "porc-épic" (à partir de l'appareil A46-125) et des extrémités en bois plutôt qu'en aluminium. 95 unités produites (n° de série A46-106 à A46-200) .
CA-14
Un exemplaire (n° de série A46-1001) modifié pour être équipé avec un turbocompresseur.
CA-14A
Désignation du prototype CA-14 modifié par la suite avec des gouvernes carrées.
CA-19
Version de reconnaissance tactique équipée avec une caméra type F24 en position verticale dans le fuselage arrière. 49 exemplaires produits (n° de série A46-201 à A46-249).

## Utilisateurs
Australie
- Royal Australian Air Force
  - No. 2 Operational Conversion Unit RAAF (Octobre 1942 – 1945)
  - No. 4 Squadron RAAF (Aout 1943 – Aout 1945). Identifiant : QE
  - No. 5 Squadron RAAF (Novembre 1943 – Aout 1946). Identifiant : BF
  - No. 83 Squadron RAAF (Septembre 1943 – Aout 1945). Identifiant : MH
  - No. 84 Squadron RAAF(Avril 1943 – Octobre 1943). Identifiant : LB
  - No. 85 Squadron RAAF (Mai 1943 – Janvier 1945). Identifiant : SH
  - No. 8 Communications Unit RAAF (Février 1944 – Aout 1944). Identifiant : ZA

## Exemplaires survivants
- N° de série A46-30 – CA-12 exposé au RAAF Museum de Point Cook (banlieue de Melbourne)[6],[7].
- N° de série A46-63 – CA-12 maintenu en état de vol par la compagnie australienne Boomerang Aviation Pty, basée à Mile End South (banlieue d'Adélaïde)[8]. Restauré à l'état de vol depuis le 26 juin 2009, avec une modification pour inclure un siège passager.
- N° de série A46-77 – CA-12 en cours de restauration pour être en état de vol, par Greg Batts (Brisbane). Propriété de la Rotorworks Pty Ltd basée à Mareeba (Queensland).
- N° de série A46-89 – CA-12 en cours de restauration pour être en état de vol, par Ian Baker (Sydney)[9],[10].
- N° de série A46-90 – CA-12 en cours de restauration pour être en état de vol, par Ian Baker (Sydney)[9],[10].
- N° de série A46-122 "Suzy Q" – CA-13 en état de vol appartenant au Temora Aviation Museum basé à Temora (Nouvelle-Galles du Sud)[11],[12],[13].
- N° de série A46-139 – Réplique en état de vol construite en utilisant des parties du A46-139, propriété d'un particulier basé en Hollande. Immatriculation précédente N32CS aux Etats-unis[14],[15],[16],[17].
- N° de série A46-140 – CA-13 en cours de restauration pour être en état de vol, par Ian Baker (Sydney)[9],[10].
- N° de série A46-147 "Zoot" – CA-13 en cours de restauration pour une exposition statique[18]
- N° de série A46-206 "Milingimbi Ghost" – CA-19 exposé au Museum of Australian Army Flying de Oakey (Queensland)[19].

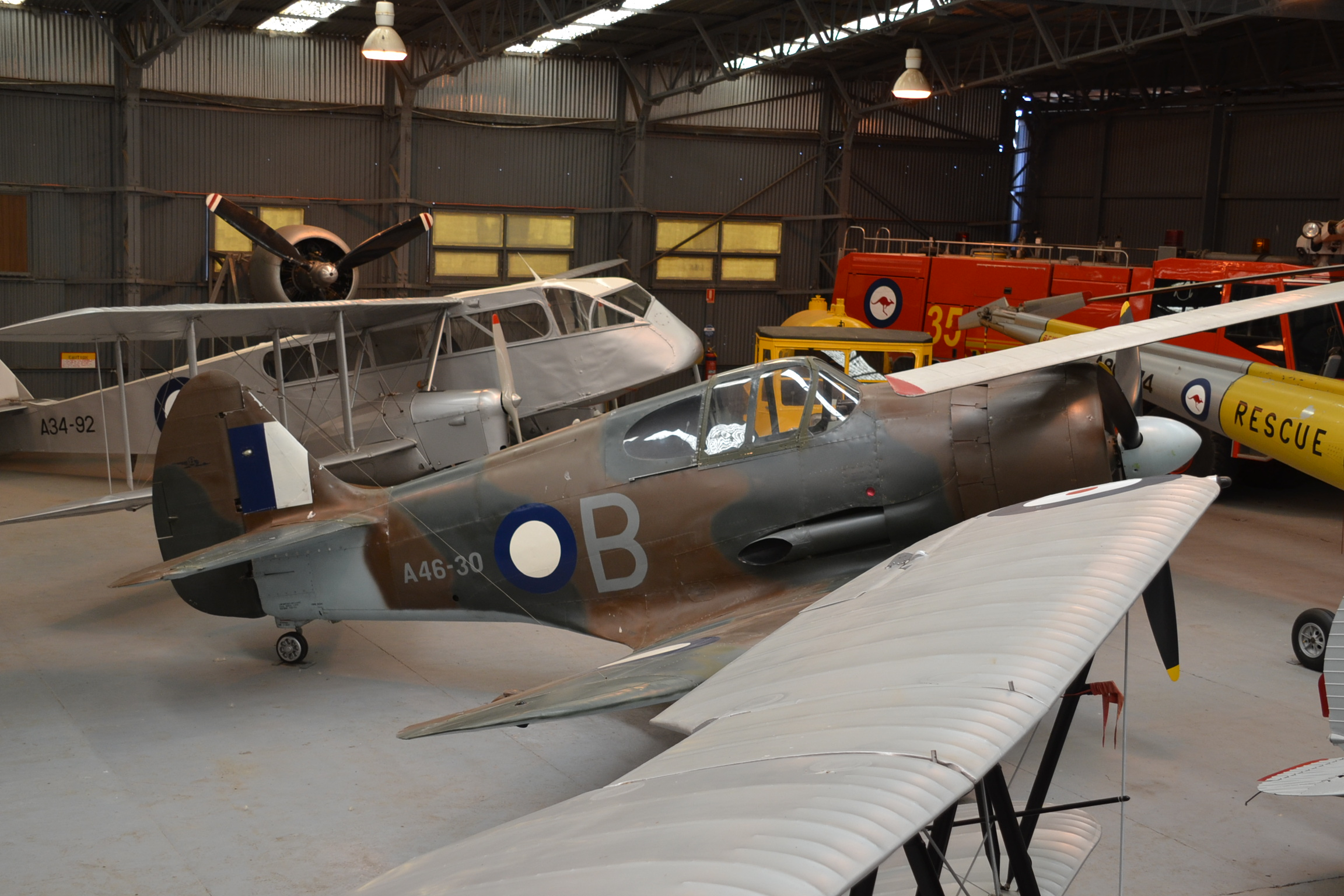
A46-30 exposé au RAAF Museum de Point Cook (2014).
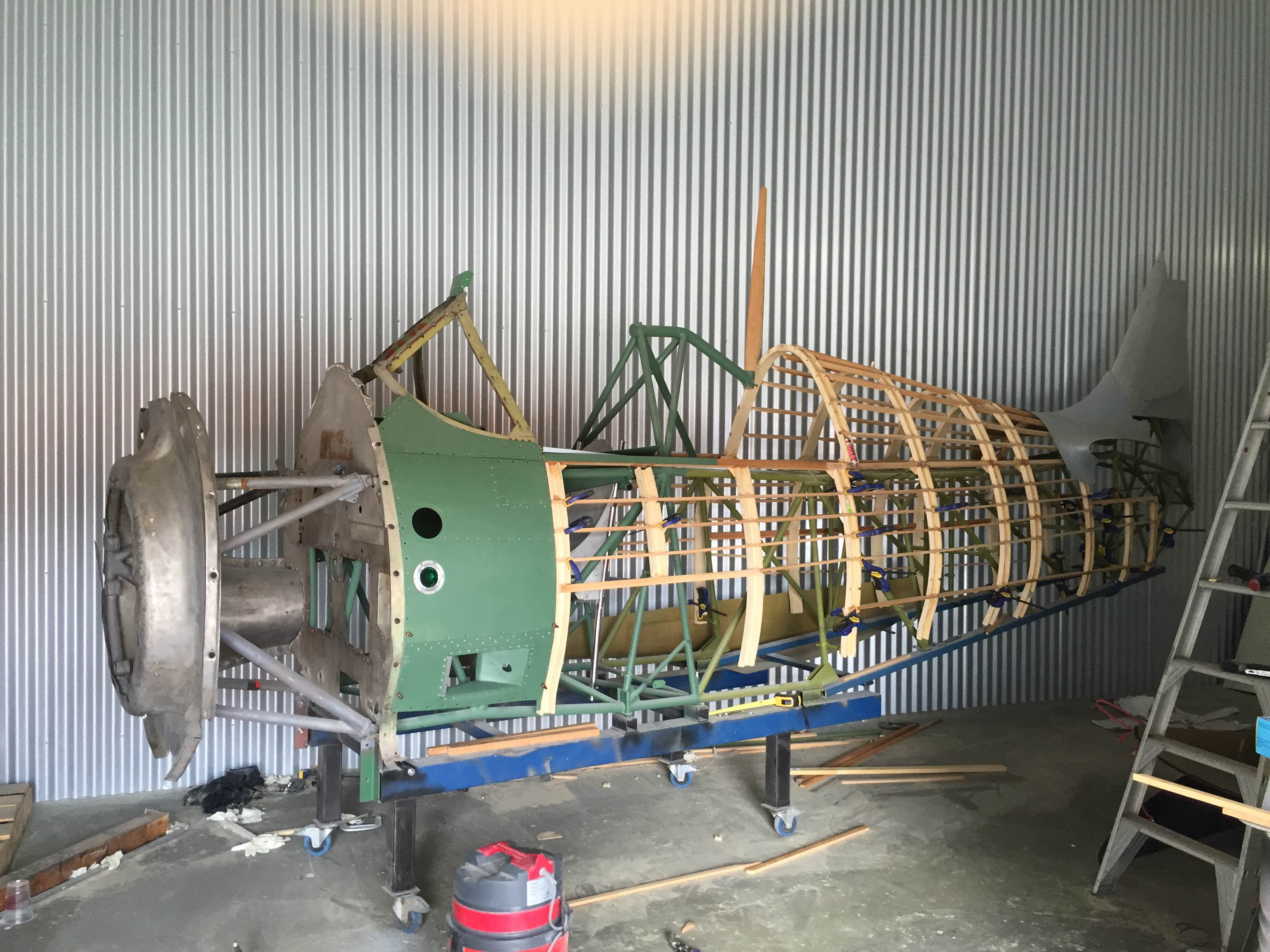
Fuselage du Boomerang A46-89 en cours de restauration.
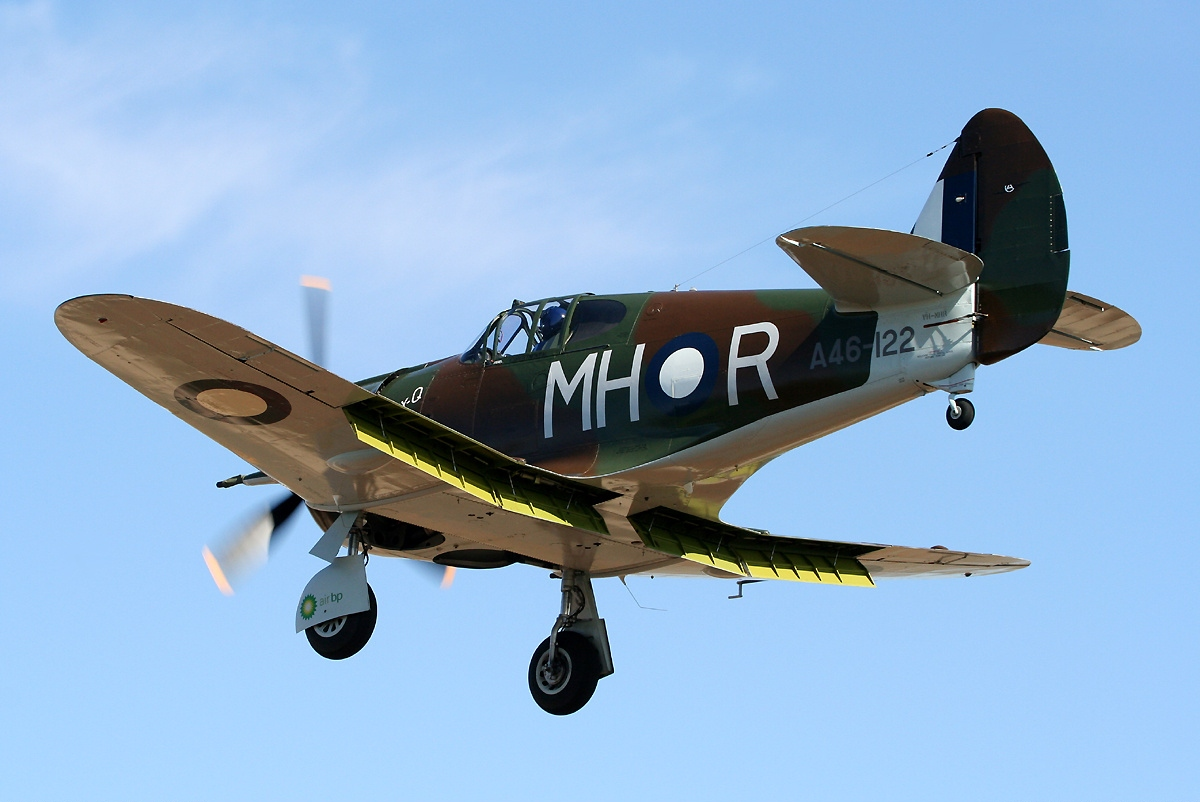
Vue arrière du Warbird A46-122 "Suzy Q" montant son aspect trapu lors d'une démonstration au musée de l'aviation de Temora en 2006.
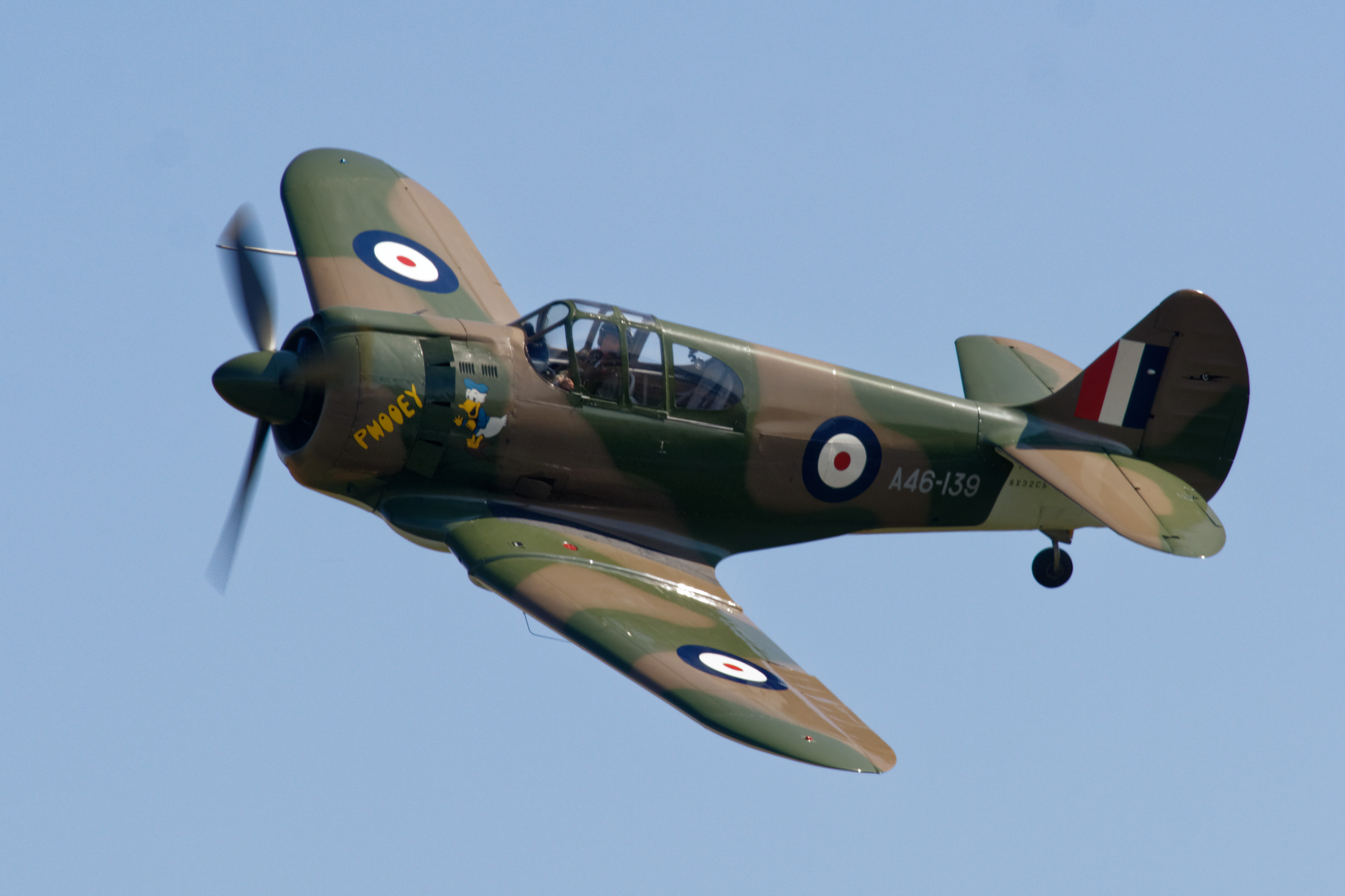
Boomerang A46-139 lors d'un spectacle aérien à Melun en 2018.
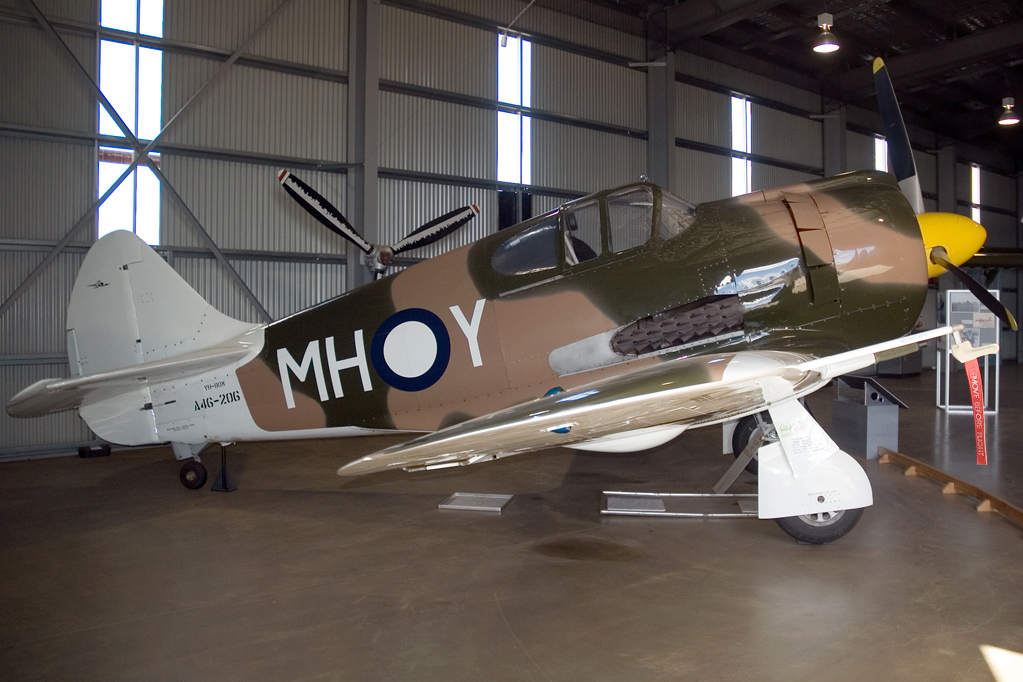
A46-206 exposé au Museum of Australian Army Flying de Oakey (2009).

## Galerie

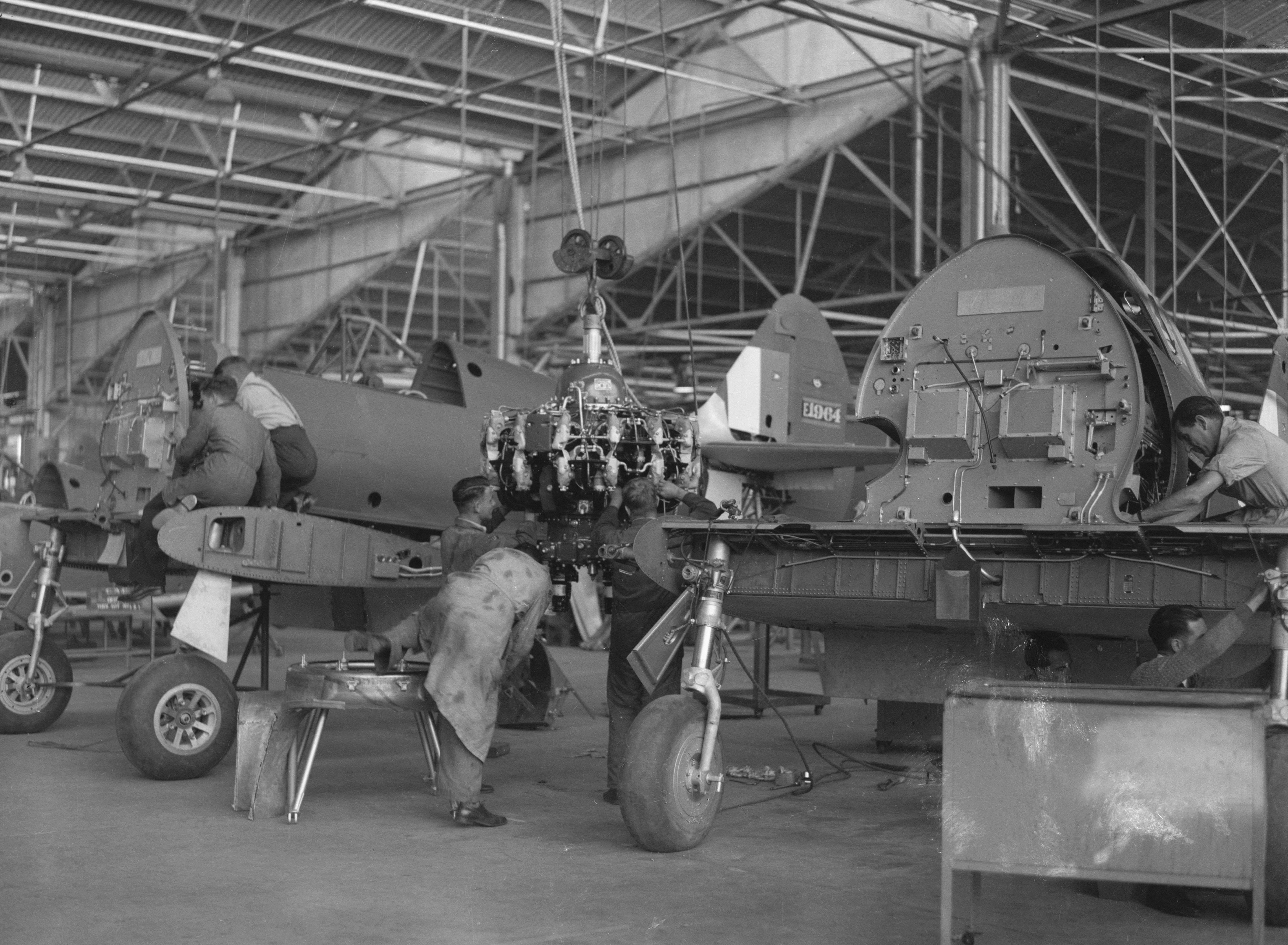
Chaine d’assemblage des Boomerang de la Commonwealth Aircraft Corporation.
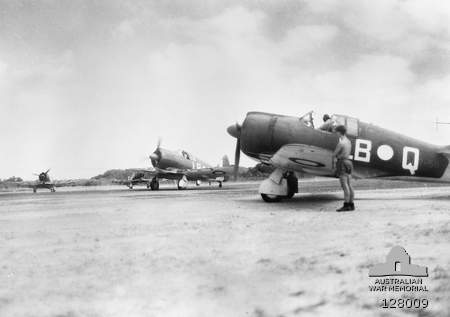
Des appareils du No. 84 Squadron RAAF (en), une unité de chasse, en 1943 avant son rééquipement en Curtiss P-40 Warhawk en septembre de la même année.
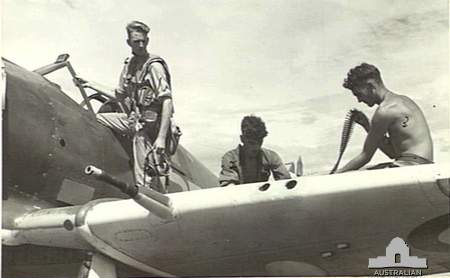
Armement d'un avion du No. 4 Squadron RAAF en 1944 durant la campagne de Nouvelle-Guinée, on distingue un des deux canons de 20 mm et les mitrailleuses dans l'aile.

## Culture populaire

### Jeux vidéo
- Le Boomerang apparaît dans War Thunder en deux variantes, Mk.I et Mk.II. Les deux avions sont disponibles en tant qu'appareils premium, situés en début de tiers II dans l'arbre britannique.